# Journal of Contemporary Mathematical Analysis
Journal of Contemporary Mathematical Analysis is een Armeens, aan collegiale toetsing onderworpen wetenschappelijk tijdschrift op het gebied van de functionaalanalyse.
De naam wordt in literatuurverwijzingen meestal afgekort tot J. Contemp. Math. Anal.
Het wordt uitgegeven door de Amerikaanse uitgeverij Allerton Press in samenwerking met MAIK Nauka/Interperiodica, namens de Armeense Academie van Wetenschappen. De verspreiding wordt verzorgd door Springer Science+Business Media.